# Daniel Bibi Biziwu
Daniel Bibi Biziwu (Francia, 29 de agosto de 2001) es un jugador profesional francés de rugby que se desempeña en la posición de pilar izquierdo en ASM Clermont Auvergne, equipo perteneciente a la liga Top 14.

## Carrera
Bibi Biziwu es un jugador de formación francesa (JIFF). Comenzó su carrera deportiva con el equipo ES Viry-Châtillon, en el cual jugó cinco temporadas (2008-2013), después pasó a Rugby Club Massy Essonne (2013-2018), luego a ASM Clermont Auvergne, donde lleva jugando seis temporadas.